# Juan Zavala de la Puente
Juan Zavala de la Puente (Lima, 27 de dezembro de 1804 — Madrid, 29 de dezembro de 1879) foi um político da Espanha. Ocupou o lugar de presidente do governo de Espanha de 1874 a 1874.